# Mas Sobirà
|  | Per a altres significats, vegeu «Mas Sobirà (Olot)». |

Mas Sobirà és una masia del l'antic terme de Ribelles, actualment del municipi d'Albanyà, declarada bé cultural d'interès nacional. El casal se situa en un dels extrems de la Vall de Ribelles. Es tracta d'un edifici que estava fortificat de planta rectangular amb un ampli teulat a dues aigües i els vessants vers les façanes principals. Disposava de baixos amb obertures senzilles, fetes amb llindes de fusta, i menudes finestres per a la ventilació dels animals. La primera planta estava destinada a l'habitatge, essent algunes de les finestres de pedra molt ben tallada. Aquest mas va patir diverses ampliacions posteriors que desfiguraren la fàbrica primitiva.
El mas Sobirà de Ribelles fou bastit amb pedra menuda del país, llevat dels carreus emprats per fer els cantoners i algunes de les seves obertures.
El seu estat actual és més aviat lamentable, del qual Ramon Sala escriu: "...Mas Sobirà, antiga i noble construcció, avui pràcticament enderrocada, que fou en temps passats caserna de l'exèrcit i de la guàrdia civil.", "... El mas Sobirà, malgrat llur enfonsament, guarda detalls d'una indubtable i pretèrita excel·lència.".